# Ил (син Троса)
Ил (грч. Ίλος  — Илос, лат. Ilus — Илус) је оснивач града Троје, син дарданског краља Троса и његове жене Калироје.

## Митологија
Илу је место на коме ће он саградити град Троју, показао сам највиши бог Зевс који је, бацивши дрвени кип Паладе Атине – паладиј, одредио место града, а и оставио је паладиј који је бранио Троју од освајања. 
Када су Ахајци дошли под Троју, она је одолевала свим нападима огромне војске од сто хиљада војника и то све до тренутка, када су Одисеј и Диомед, кришом однели паладиј из града.
Ил је имао сестру Клеопатру, који митови не спомињу, и два брата, Асарака и Ганимеда. Асарак је, после Тросове смрти постао краљ у Дарданији, а Ганимеда је Зевс повео на Олимп где је постао виноточа богова. Ил је, са својом женом Леукипом имао сина Лаомедонта, који је после смрти Ила постао тројански краљ.
По имену краља Ила, оснивача града Троје, Троја се грчки зове Илион или Илиос, латински Илијум (Ilium), а из тог имена је изведен и наслов Хомерове Илијаде.